# Hubert Schwarz
Hubert Schwarz (ur. 13 września 1960 w Oberaudorfie) – niemiecki skoczek narciarski oraz specjalista kombinacji norweskiej reprezentujący RFN, złoty medalista olimpijski, złoty medalista mistrzostw świata oraz dwukrotny medalista mistrzostw świata juniorów w kombinacji.

## Kariera
Po raz pierwszy na arenie międzynarodowej Hubert Schwarz pojawił się w grudniu 1977 roku podczas 26. edycji Turnieju Czterech Skoczni. Nie zdobył punktów w żadnym z konkursów i nie został uwzględniony w klasyfikacji końcowej. W 1979 roku zdobył brązowy medal w kombinacji norweskiej na mistrzostwach świata juniorów w Mont-Sainte-Anne. Rok później, podczas mistrzostw juniorów w Örnsköldsvik był najlepszy. W tym samym roku wystąpił obu konkursach indywidualnych w skokach narciarskich na igrzyskach olimpijskich w Lake Placid. Na normalnej skoczni zajął 25. miejsce, a na dużym obiekcie rywalizację zakończył na 41. pozycji. Na tych samych igrzyskach wystąpił w kombinacji kończąc rywalizację w zawodach indywidualnych na dziewiątej pozycji. Po skokach do kombinacji zajmował nawet trzecie miejsce, ale nie utrzymał tej lokaty w biegu. W Puchar Świata w skokach narciarskich startował do 1981 roku, najlepsze wyniki osiągając w sezonie 1980/1981, który ukończył na 70. miejscu w klasyfikacji generalnej.
Od 1981 roku skupił się na kombinacji. W 1982 roku wystąpił na mistrzostwach świata w Oslo, gdzie indywidualnie był dziewiąty, a wspólnie z kolegami z reprezentacji zajął czwarte miejsce w konkursie drużynowym, przegrywając walkę o brązowy medal z Norwegami. W Pucharze Świata zadebiutował 17 grudnia 1983 roku w Seefeld. Zajął wtedy 19. miejsce w konkursie rozgrywanym metodą Gundersena. Pierwsze punkty (w sezonach 1983/1984-1992/1993 obowiązywała inna punktacja Pucharu Świata) zdobył 29 grudnia 1983 roku w Oberwiesenthal, gdzie był jedenasty. W sezonie 1983/1984 pojawił się jeszcze czterokrotnie, za każdym razem plasując się w czołowej dziesiątce. Dzięki temu zajął siódme miejsce w klasyfikacji generalnej. W lutym 1984 roku brał udział w igrzyskach olimpijskich w Sarajewie. W konkursie indywidualnym spadł tam z 23. miejsca, które zajmował po skokach na 24. miejsce po biegu.
Pierwszy sukces w kategorii seniorów osiągnął podczas mistrzostw świata w Seefeld w 1985 roku. Wspólnie z Thomasem Müllerem i Hermannem Weinbuchem zdobył drużynowo złoty medal. Po skokach Niemcy zajmowali drugie miejsce, jednak po biegu wyprzedzili prowadzących Norwegów i sięgnęli po tytuł. Trzecie miejsce przypadło Finom. W zawodach indywidualnych znalazł się poza czołową piętnastką. W rywalizacji pucharowej Müller ponownie trzykrotnie stawał na podium: 15 grudnia w Planicy i 20 grudnia 1984 roku w Sankt Moritz był drugi, a 5 stycznia 1985 roku w Schonach zajął trzecie miejsce. W klasyfikacji generalnej pozwoliło mu to zająć trzecie miejsce, za Norwegiem Geirem Andersenem i Hermannem Weinbuchem. W sezonie 1985/1986 spisał się nieco słabiej, na podium stając tylko raz – 22 marca 1986 roku w Štrbskim Plesie, gdzie był drugi. W czołowej dziesiątce znalazł się jeszcze trzykrotnie, co w klasyfikacji generalnej dało mu piątą pozycję.
Na mistrzostwach świata w Oberstdorfie zajął indywidualnie 22. miejsce. Był to najsłabszy wynik wśród reprezentantów RFN, wobec czego Schwarz nie wziął udziału w sztafecie. W Pucharze Świata pojawił się siedmiokrotnie, za każdym razem plasując się w czołowej dziesiątce. Dwukrotnie stawał na podium: 3 stycznia 1987 roku w Schonach odniósł swoje jedyne pucharowe zwycięstwo, a 27 lutego w Lahti zajął trzecie miejsce. Podium w Lahti było ostatnim w jego karierze. W klasyfikacji generalnej uplasował się na czwartej pozycji.
Ostatni sukces osiągnął podczas igrzysk olimpijskich w Calgary w 1988 roku. W zawodach drużynowych wraz z Hansem-Peterem Pohlem i Müllerem wywalczył złoty medal. Zwyciężyli w skokach i z przewagą 16 sekund nad Austriakami przystąpili do biegu. Na mecie ich przewaga nad reprezentantami Austrii wzrosła do ponad pół minuty, lecz drugie miejsce zajęli Szwajcarzy, którzy stracili do zwycięzców stracili tylko 3,4 sekundy. Austriakom przypadło ostatecznie trzecie miejsce. Igrzyska w Calgary były pierwszymi, na których rozegrano zawody drużynowe w kombinacji norweskiej i tym samym reprezentanci RFN zostali pierwszymi w historii mistrzami olimpijskimi w tej konkurencji. W zawodach indywidualnych był drugi po skokach i przed biegiem tracił do prowadzącego Austriaka Klausa Sulzenbachera 1 minutę i 2 sekundy. Na trasie biegu uzyskał dopiero 33. czas, co sprawiło, że rywalizację ukończył na trzynastym miejscu. W zawodach pucharowych punktował trzykrotnie, najlepszy wynik osiągając 23 stycznia 1988 roku w Seefeld, gdzie był czwarty. Sezon 1987/1988 zakończył na 13. lokacie.
W sezonie 1988/1989 tylko raz znalazł się w pierwszej dziesiątce zawodów pucharowych – 29 grudnia 1988 roku w Oberwiesenthal był dziesiąty. Punktował jeszcze dwukrotnie i w klasyfikacji końcowej zajął 22. miejsce. Na mistrzostwach świata w Lahti w 1989 roku zajął 35. miejsce w konkursie indywidualnym, a w sztafecie był siódmy.

## Osiągnięcia w kombinacji

### Igrzyska olimpijskie
| Miejsce | Dzień     | Rok  | Miejscowość | Konkurencja              | Wynik zwycięzcy | Strata      | Zwycięzca      |
| ------- | --------- | ---- | ----------- | ------------------------ | --------------- | ----------- | -------------- |
| 9.      | 19 lutego | 1980 | Lake Placid | Indywidualnie K-90/15 km | 432.200 pkt     | -60.055 pkt | Ulrich Wehling |
| 24.     | 12 lutego | 1984 | Sarajewo    | Indywidualnie K-90/15 km | 422.595 pkt     | -67.495 pkt | Tom Sandberg   |
| 1.      | 24 lutego | 1988 | Calgary     | Sztafeta K-90/3 × 10 km  | 1:20:46.0 h     | -           | -              |
| 13.     | 28 lutego | 1988 | Calgary     | Gundersen K-90/15 km     | 38:16.8 min     | +3:08.3 min | Hippolyt Kempf |

### Mistrzostwa świata
| Miejsce | Dzień       | Rok  | Miejscowość | Konkurencja             | Wynik zwycięzcy | Strata      | Zwycięzca         |
| ------- | ----------- | ---- | ----------- | ----------------------- | --------------- | ----------- | ----------------- |
| 9.      | 19 lutego   | 1982 | Oslo        | Gundersen K-90/15 km    | 426.600 pkt     | -13.715 pkt | Tom Sandberg      |
| 4.      | 26 lutego   | 1982 | Oslo        | Sztafeta K-90/3 × 10 km | 1295.92 pkt     | -94.78 pkt  | NRD               |
| 5.      | 18 marca    | 1984 | Rovaniemi   | Sztafeta K-90/3 × 10 km | 1189.46 pkt     | -59.76 pkt  | Norwegia          |
| ?       | 18 stycznia | 1985 | Seefeld     | Gundersen K-90/15 km    | 410.10 pkt      | ?           | Hermann Weinbuch  |
| 1.      | 25 stycznia | 1985 | Seefeld     | Sztafeta K-90/3 × 10 km | 1276.90 pkt     | -           | -                 |
| 22.     | 13 lutego   | 1987 | Oberstdorf  | Gundersen K-90/15 km    | 423.80 pkt      | ?           | Torbjørn Løkken   |
| 35.     | 18 lutego   | 1989 | Lahti       | Gundersen K-90/15 km    | 37:10.7 min     | +7:01.4 min | Trond Einar Elden |
| 7.      | 24 lutego   | 1989 | Lahti       | Sztafeta K-90/3 × 10 km | 1:24:21.7 h     | +5:02.0 min | Norwegia          |

### Mistrzostwa świata juniorów
| Miejsce | Dzień     | Rok  | Miejscowość      | Konkurencja              | Wynik zwycięzcy | Strata | Zwycięzca        |
| ------- | --------- | ---- | ---------------- | ------------------------ | --------------- | ------ | ---------------- |
| 3.      | 16 lutego | 1979 | Mont-Sainte-Anne | Indywidualnie K-90/15 km | ?               | ?      | Hermann Weinbuch |
| 1.      | 28 lutego | 1980 | Örnsköldsvik     | Indywidualnie K-90/15 km | ?               | -      | -                |

### Puchar Świata

#### Miejsca w klasyfikacji generalnej
- sezon 1983/1984: 7.
- sezon 1984/1985: 3.
- sezon 1985/1986: 5.
- sezon 1986/1987: 4.
- sezon 1987/1988: 13.
- sezon 1988/1989: 22.

#### Miejsca na podium chronologicznie
| Nr | Data            | Miejscowość   | Konkurencja         | Wynik zwycięzcy | Pozycja | Strata      | Zwycięzca        |
| -- | --------------- | ------------- | ------------------- | --------------- | ------- | ----------- | ---------------- |
| 1. | 15 grudnia 1984 | Planica       | Gundersen K90/15 km | 418.8 pkt       | 2.      | -2.8 pkt    | Geir Andersen    |
| 2. | 20 grudnia 1984 | Sankt Moritz  | Gundersen K90/15 km | 419.10 pkt      | 2.      | -1.80 pkt   | Geir Andersen    |
| 3. | 5 stycznia 1985 | Schonach      | Gundersen K90/15 km | 422.935 pkt     | 2.      | -10.225 pkt | Hermann Weinbuch |
| 4. | 22 marca 1986   | Štrbské Pleso | Gundersen K90/15 km | 436.2 pkt       | 2.      | -18.1 pkt   | Hermann Weinbuch |
| 5. | 3 stycznia 1987 | Schonach      | Gundersen K90/15 km | 421.875 pkt     | 1.      | -           | -                |
| 6. | 27 lutego 1987  | Lahti         | Gundersen K90/15 km | 425.630 pkt     | 3.      | -10.220 pkt | Thomas Müller    |

## Osiągnięcia w skokach

### Igrzyska olimpijskie
| Miejsce | Dzień     | Rok  | Miejscowość | Konkurencja                     | Wynik zwycięzcy | Strata   | Zwycięzca      |
| ------- | --------- | ---- | ----------- | ------------------------------- | --------------- | -------- | -------------- |
| 25.     | 17 lutego | 1980 | Lake Placid | Skocznia normalna indywidualnie | 266,3 pkt       | 57,2 pkt | Toni Innauer   |
| 41.     | 23 lutego | 1980 | Lake Placid | Skocznia duża indywidualnie     | 271,0 pkt       | 89,1 pkt | Jouko Törmänen |

### Puchar Świata

#### Miejsca w klasyfikacji generalnej
- sezon 1979/1980: 96
- sezon 1980/1981: 70